# Kovács Dalma
Kovács Dalma vagy művésznevén Dalma (Brassó, 1985. május 18. –) erdélyi magyar énekesnő. Elsősorban az Eurovíziós Dalverseny romániai nemzeti döntőjén való 2009-es, 2010-es és 2011-es részvételéért ismert. Mindhárom alkalommal bejutott a döntőbe. Másodsorban, 2007-től a Divertis, románia legismertebb komikus televíziós sorozat énekesnője, színésznőként is közreműködik.

## Díjai
| Év   | Típus                            | Dííj                                                    | Eredmény |
| ---- | -------------------------------- | ------------------------------------------------------- | -------- |
| 2003 | Brassói Gaudeamus Koncert        | A koncert rekordja (mint a Vertigo együttes tagja)      | 3. hely  |
| 2004 | Brassói Gaudeamus Koncert        | Legjobb hangi előadás                                   | 2. hely  |
| 2004 | Aradi Pop Star Verseny           | Legjobb hangi előadás                                   | Győztes  |
| 2006 | Brassói "Joy Art" Fesztivál      | Legjobb hangi előadás                                   | Győztes  |
| 2006 | Csíkszeredai Médiabefutó Verseny | Közönség kedvenc                                        | Győztes  |
| 2007 | Faimoşii Verseny                 |                                                         | Győztes  |
| 2009 | Selecția Națională 2009          | Nemzeti döntős a Love Was Never Her Friend című dalával | 6. hely  |
| 2010 | Selecția Națională 2010          | Nemzeti döntős az I'm Running című dalával              | 11. hely |
| 2011 | Selecția Națională 2011          | Nemzeti döntős a Song for Him című dalával              | 11. hely |

## Lásd még
- Románia az Eurovíziós Dalfesztiválokon